# Dominicus Meier
Dominicus Meier OSB  (polgári neve Michael Meier, (Finnentrop, 1959. július 10.)) - német katolikus szerzetespap, osnabrücki püspök 2024-től, Paderborn segédpüspöke 2015-2024. között.

## Élete
1989. január 14-én szentelték pappá a bencés rend Königsmünster apátságában. Kezdetben a salzburgi püspöki udvarban, majd 1994–2001-ben a paderborni egyházi törvényszéken dolgozott. 2001-ben kinevezték a Königsmünster apátság apátjává. Miután 2013-ban lemondott hivataláról, visszatért a paderborni egyházi bírósághoz udvari lelkészként.
2015. július 15-én Ferenc pápa a Paderborni főegyházmegye segédpüspökévé és Castro di Sardegna címzetes püspökévé nevezte ki. 2015. szeptember 27-én szentelte fel püspökké Hans-Josef Becker érsek. 2024. május 28-án Ferenc pápa áthelyezte őt az osnabrücki püspöki székbe.

## Fordítás
Ez a szócikk részben vagy egészben  a   Dominicus Meier című lengyel Wikipédia-szócikk ezen változatának fordításán alapul.  Az eredeti cikk szerkesztőit annak laptörténete sorolja fel. Ez a jelzés csupán a megfogalmazás eredetét és a szerzői jogokat jelzi, nem szolgál a cikkben szereplő információk forrásmegjelöléseként.